# Grote Prijs Jef Scherens 2015
Il Grote Prijs Jef Scherens 2015, quarantanovesima edizione della corsa, valido come evento dell'UCI Europe Tour 2015, si svolse il 23 agosto 2015 per un percorso di 183,3 km. Fu vinto dal belga Björn Leukemans, che giunse al traguardo in 4h 13' 21" alla media di 43,41 km/h, seguito dall'altro belga Dimitri Claeys e dal britannico Mark McNally.
Dei 191 ciclisti alla partenza soltanto 29 portarono a termine la competizione.

## Ordine d'arrivo (Top 10)
| Pos. | Corridore        | Squadra       | Tempo    |
| ---- | ---------------- | ------------- | -------- |
| 1    | Björn Leukemans  | Wanty-Gob.    | 4h13'21" |
| 2    | Dimitri Claeys   | Verandas W.   | a 7"     |
| 3    | Mark McNally     | Madison Gen.  | s.t.     |
| 4    | Wout Van Aert    | Vastgoedserv. | a 10"    |
| 5    | Marco Marcato    | Wanty-Gobert  | s.t.     |
| 6    | Gaëtan Bille     | Verandas W.   | s.t.     |
| 7    | Huub Duyn        | Roompot       | a 1'01"  |
| 8    | Oscar Riesebeek  | Metec-TKH     | a 1'03"  |
| 9    | Dennis Vanendert | Lotto-Soudal  | s.t.     |
| 10   | Sergey Nikolaev  | RusVelo       | a 1'05"  |